# Je nous veux
Je nous veux è un singolo della cantante canadese Céline Dion, terzo estratto dall'album Encore un soir per il Canada e pubblicato il 13 febbraio 2017 dall'etichetta Columbia Records.

## La canzone
La canzone, in stile pop francese, è stata scritta da Nelson Minville e Marc Dupré.

## Tracce
Download digitale
1. Je nous veux – 3:58 (testo: Nelson Minville, Marc Dupré)